# Anésio Frota Aguiar
Anésio Frota Aguiar, mais conhecido como Frota Aguiar, (Camocim, 7 de agosto de 1901 – Rio de Janeiro, 30 de novembro de 1996) foi um advogado, delegado de polícia e político brasileiro, outrora deputado federal pelo Rio de Janeiro.

## Dados biográficos
Filho de Francisco Felinto de Aguiar e Rosa Frota Aguiar. Advogado formado na Faculdade de Direito da Universidade do Estado do Rio de Janeiro em 1929, participou da Revolução de 1930 e a seguir foi nomeado delegado de polícia. Antes fora comerciário e trabalhou na Estrada de Ferro Central do Brasil.
Candidato a deputado federal pelo PSD do Ceará em 1945, figurou apenas numa suplência. Após migrar para o PTB foi eleito vereador pela cidade do Rio de Janeiro (então Distrito Federal) em 1947 e nesse mesmo partido foi suplente de deputado federal em 1950. Convocado a exercer o mandato de forma intermitente, foi relator da primeira Comissão Parlamentar de Inquérito na história do Congresso Nacional criada para investigar empréstimos do Banco do Brasil ao jornal Ultima Hora, criado por Samuel Wainer para apoiar o segundo governo de Getúlio Vargas. Efetivado após a morte de Mário Altino, migrou para a UDN, foi reeleito em 1954 e voltou para a suplência no pleito seguinte.
Eleito deputado estadual pelo novo estado da Guanabara em 1960, foi reeleito em 1962 e ingressou no MDB quando o Regime Militar de 1964 impôs o bipartidarismo renovando o mandato em 1966. Derrotado no pleito que viria a seguir, assumiu a presidência do Instituto de Previdência do Estado da Guanabara por escolha do governador Chagas Freitas. Eleito deputado estadual em em 1974, passou a representar o estado do Rio de Janeiro a partir de 15 de março de 1975, não sendo reeleito em 1978.
Irmão de Manuel Vilebaldo da Frota Aguiar e Raimundo Elísio Frota Aguiar, deputados estaduais pelo Ceará.